# Marquês de Milford Haven
O título Marquês de Milford Haven foi criado em 1917 para o príncipe Luís de Battenberg, o ex-First Sea Lord. Relacionado com a família real britânica, que tinha sentimentos anti-germânicos durante a Primeira Guerra Mundial, ele abandonou o uso de seu sobrenome alemão, adotando o sobrenome "Mountbatten", uma versão anglicizada de sobrenome Battenberg. O filho mais jovem do 1° marquês foi titulado Conde Mountbatten da Birmânia em 1947.
O marquesado foi criado juntamente com os seguintes títulos subsidiários: Conde de Medina (1917) e Visconde Alderney (1917).

## Marqueses de Milford Haven (1917)
- Luís de Battenberg 1° Marquês de Milford Haven (1854-1921)
  - George Mountbatten, 2.º Marquês de Milford Haven (1892-1938)
    - David Mountbatten, 3.º Marquês de Milford Haven (1919-1970)
      -  Jorge Mountbatten, 4.º Marquês de Milford Haven (n. 1961)
        - (1) Henry Mountbatten, Conde de Medina (1993).

      - (2) Ivar Mountbatten (n. 1963)

  -  Louis Mountbatten, 1.º Conde Mountbatten da Birmânia (1900–1979)